# Emil Müller (poslanec Říšské rady)
Emil Müller (26. října 1836 Vornheuersdorf – 13. listopadu 1892 Vídeň) byl rakouský podnikatel v bižuterním průmyslu a politik německé národnosti z Čech, na konci 19. století poslanec Říšské rady.

## Biografie
Vyučil se obchodníkem v Žitavě. Pracoval ve firmě u exportéra a sklářského podnikatele Ferdinanda Ungera v Hodkovicích nad Mohelkou a v Potočné. Působil jako obchodní příručí v Liberci. Od roku 1866 byl samostatným obchodníkem. Měl exportní firmu v Jablonci nad Nisou. Společně s Franzem Assamem a Albertem Sachsem inicioval založení výroby skleněných kroužků (tzv. bangle) v tomto regionu. Jeho firmě se podařilo proniknout i na zahraniční trhy, včetně Indie.
Angažoval se v místních spolcích a korporacích (dobrovolní hasiči, turnverein, spořitelna, plynárenská společnost, výbor pro stavbu železnice z Liberce do Jablonce). Byl členem Německého národního spolku pro Jablonec nad Nisou a okolí. Působil rovněž v evangelické církvi v Jablonci.
Byl aktivní politicky. V roce 1869 si koupil rakouské občanství a mohl se začít ucházet o veřejné úřady. Od roku 1870 zasedal jako člen městské rady v Jablonci. Podle jiného zdroje zasedal od roku 1870 v zastupitelstvu. Členem rady se stal v roce 1874. Od roku 1876 byl také členem okresního zastupitelstva. Zasedal v obchodní a živnostenské komoře v Liberci.
V doplňovacích volbách v září 1887 byl zvolen na Český zemský sněm za kurii městskou, obvod Jablonec, Hodkovice, Smržovka, Český Dub. Opětovně zde byl zvolen v řádných zemských volbách roku 1889 a ve volbách v lednu 1890. Uvádí se jako německý liberál.
Byl i poslancem Říšské rady (celostátního parlamentu Předlitavska), kam usedl ve volbách roku 1891 za kurii venkovských obcí v Čechách, obcí Liberec, Český Dub atd. V parlamentu setrval do své smrti roku 1892. Pak ho nahradil Ferdinand Augsten. Ve volebním období 1891–1897 se uvádí jako Emil Müller, exportér, bytem Jablonec nad Nisou.
Po volbách roku 1891 je uváděn jako člen klubu Sjednocené německé levice, do kterého se spojilo několik ústavověrných (liberálně a centralisticky orientovaných) proudů.
Zemřel v listopadu 1892.